# Peña Rueda

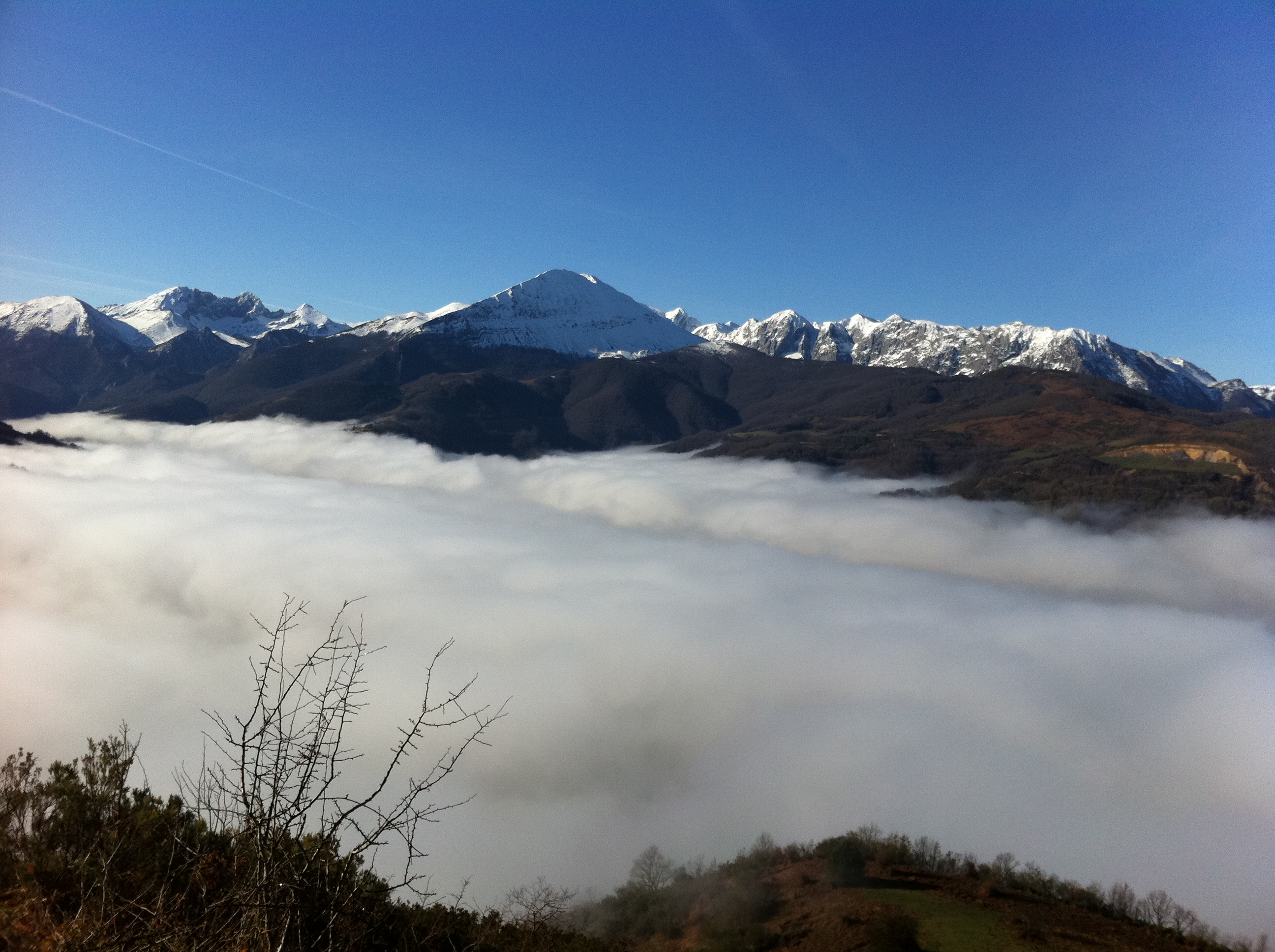
Peña Rueda vista al fondo

Peña Rueda, de 2152 m de altitud, es una montaña de la cordillera Cantábrica situada en el macizo de Ubiña, en el concejo asturiano de Quirós.  La montaña es una gran masa caliza de forma piramidal que aparece aislada al norte de las cumbres principales del macizo, separada de estas por los puertos de Agüeria, por lo que es un soberbio mirador hacia este macizo montañoso.

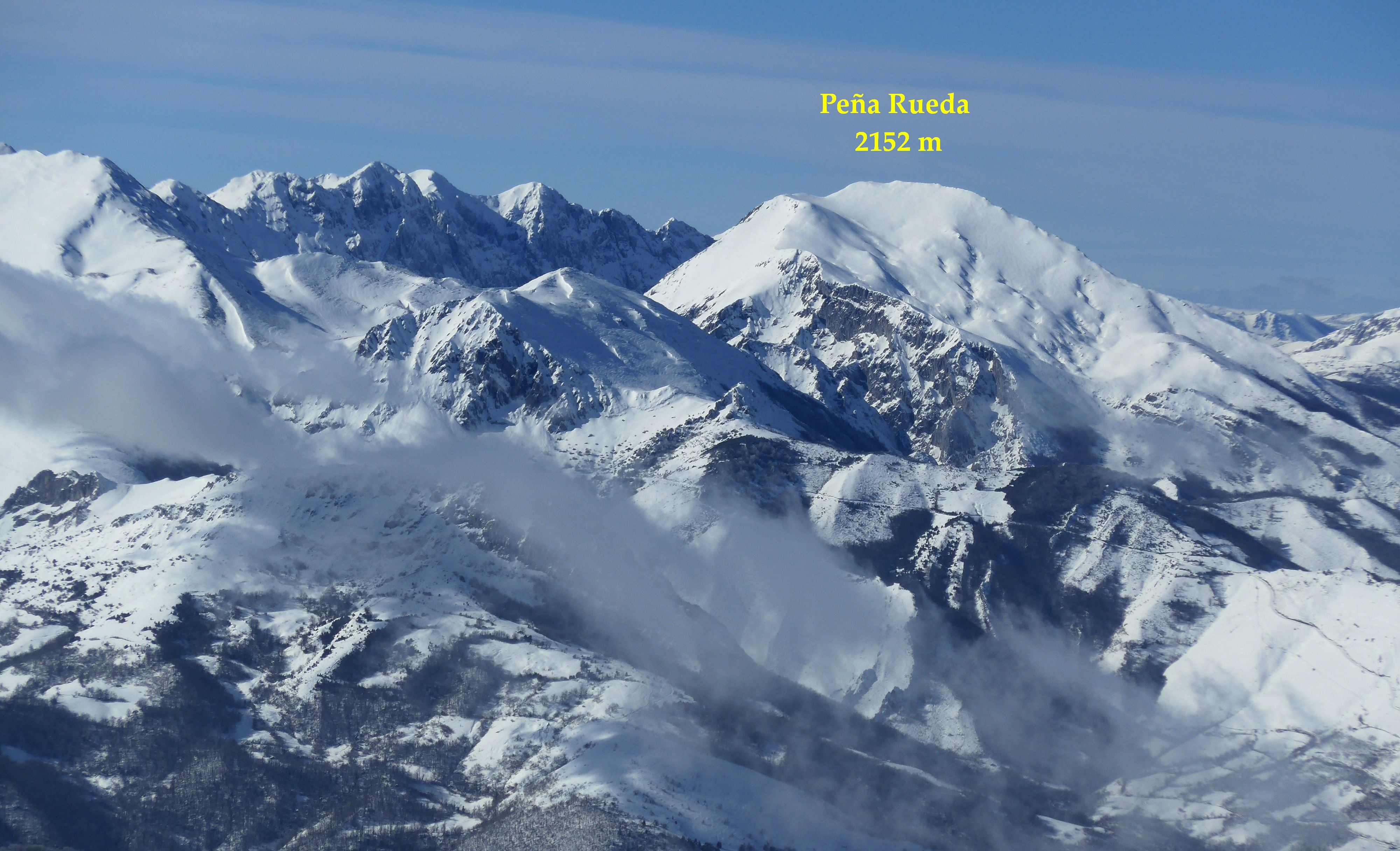
Peña Rueda vista desde el pico Ceyón

## Rutas
El acceso a la cumbre puede iniciarse por el noreste desde el pueblo Lindes (a 890 m) o por el noroeste desde el pueblo de Bueida (770 m). En ambos casos la ascensión no presenta dificultades técnicas.